# Arrondissement de Digne-les-Bains
L'arrondissement de Digne-les-Bains est une division administrative française, située dans le département des Alpes-de-Haute-Provence et la région Provence-Alpes-Côte d'Azur.

## Composition

### Composition à la création de l'arrondissement en 1800
- Canton de Barrême
- Canton de Champtercier
- Canton de Digne
- Canton du Brusquet
- Canton du Vernet
- Canton des Mées
- Canton de Malijai
- Canton de Mézel
- Canton de Moustiers
- Canton d'Oraison
- Canton de Puimoisson
- Canton de Quinson
- Canton de Riez
- Canton de Seyne
- Canton de Thoard
- Canton de Valensole

### Composition avant le redécoupage de 2015
L'arrondissement de Digne-les-Bains était composé de 10 Cantons:
- Canton de Barrême
- Canton de Digne-les-Bains-Est
- Canton de Digne-les-Bains-Ouest
- Canton de La Javie
- Canton des Mées
- Canton de Mézel
- Canton de Moustiers-Sainte-Marie
- Canton de Riez
- Canton de Seyne
- Canton de Valensole

### Composition depuis 2015
À la suite d'un décret du 24 février 2014, la taille des cantons a évolué lors des élections départementales de 2015. Contrairement à l'ancien découpage où chaque canton était inclus à l'intérieur d'un seul arrondissement, le nouveau découpage territorial s'affranchit des limites des arrondissements. Certains cantons peuvent être composés de communes appartenant à des arrondissements différents. Dans l'arrondissement de Digne-les-Bains, c'est le cas pour les cantons d'Oraison (2 communes) et de Seyne (14 communes).
- Au 1er janvier 2017, les communes de Barrême, Blieux, Chaudon-Norante, Clumanc, La Palud-sur-Verdon, Saint-Jacques, Saint-Lions, Senez et Tartonne sont transférées de l'arrondissement de Digne-les-Bains à l'arrondissement de Castellane[2].

- Au 1er janvier 2017, les communes d’Allemagne-en-Provence, Brunet, Le Castellet, Entrevennes, Esparron-de-Verdon, Gréoux-les-Bains, Montagnac-Montpezat, Oraison, Puimichel, Puimoisson, Quinson, Riez, Roumoules, Saint-Laurent-du-Verdon, Saint-Martin-de-Brômes et Valensole sont transférées de l'arrondissement de Digne-les-Bains à l'arrondissement de Forcalquier[2].

- Au 1er janvier 2017, les communes de Château-Arnoux-Saint-Auban, Ganagobie, L'Escale, Mallefougasse-Augès, Peyruis et Volonne sont transférées de l'arrondissement de Forcalquier vers celui de Digne-les-Bains[2].

Le nouveau territoire correspond à celui de la Communauté d'agglomération Provence-Alpes.
Liste des cantons de l'arrondissement de Digne-les-Bains :

### Découpage communal depuis 2015
Depuis 2015, le nombre de communes des arrondissements varie chaque année soit du fait du redécoupage cantonal de 2014 qui a conduit à l'ajustement de périmètres de certains arrondissements, soit à la suite de la création de communes nouvelles. Le nombre de communes de l'arrondissement de Digne-les-Bains est ainsi de 65 en 2015, 65 en 2016 et 46 en 2017.
Au 1er janvier 2024, l'arrondissement groupe les 46 communes suivantes :
1. Aiglun
2. Archail
3. Auzet
4. Barles
5. Barras
6. Beaujeu
7. Beynes
8. Bras-d'Asse
9. Le Brusquet
10. Le Castellard-Mélan
11. Le Chaffaut-Saint-Jurson
12. Champtercier
13. Château-Arnoux-Saint-Auban
14. Châteauredon
15. Digne-les-Bains
16. Draix
17. Entrages
18. L'Escale
19. Estoublon
20. Ganagobie
21. Hautes-Duyes
22. La Javie
23. Majastres
24. Malijai
25. Mallefougasse-Augès
26. Mallemoisson
27. Marcoux
28. Les Mées
29. Mézel
30. Mirabeau
31. Montclar
32. Moustiers-Sainte-Marie
33. Peyruis
34. Prads-Haute-Bléone
35. La Robine-sur-Galabre
36. Sainte-Croix-du-Verdon
37. Saint-Jeannet
38. Saint-Julien-d'Asse
39. Saint-Jurs
40. Saint-Martin-lès-Seyne
41. Selonnet
42. Seyne
43. Thoard
44. Verdaches
45. Le Vernet
46. Volonne

## Démographie
En 2022, l'arrondissement comptait 48 726 habitants.
| 1968   | 1975   | 1982   | 1990   | 1999   | 2006   | 2011   | 2016   | 2021   |
| ------ | ------ | ------ | ------ | ------ | ------ | ------ | ------ | ------ |
| 35 445 | 37 111 | 39 975 | 44 723 | 48 128 | 54 250 | 55 962 | 47 298 | 48 136 |

| 2022   | - | - | - | - | - | - | - | - |
| ------ | - | - | - | - | - | - | - | - |
| 48 726 | - | - | - | - | - | - | - | - |

## Administration
| Période          | Période  | Identité                           | Fonction précédente | Observation |
| ---------------- | -------- | ---------------------------------- | ------------------- | ----------- |
| 1800             |          |                                    |                     |             |
| 1815             |          | Charles François Augustin Estornel |                     |             |
|                  |          |                                    |                     |             |
| 1er janvier 2016 | En cours | Bernard Guérin                     |                     |             |